# Bastrop, Louisiana
Bastrop är en stad i den amerikanska delstaten Louisiana med en yta av 21,8 km² och en folkmängd som uppgår till 12 988 invånare (2000). Bastrop är administrativ huvudort i Morehouse Parish.